# Нанопанк
Нанопанк (англ. Nanopunk) — напрям у науковій фантастиці (різновид посткіберпанку), присвячений соціальним і психологічним аспектам застосування нанотехнологій.

## Особливості
У нанопанку розглядаються можливості маніпуляції матерією на молекулярному та атомарному рівні, у тому числі створення речовин з програмованими властивостями («розумна матерія»), а також створення корисних вірусів, здатних забезпечити людині уявну або явну досконалість у вигляді зомбі або іншої форми постлюдини. Показуються перспективи і небезпеки, пов'язані з використанням програмованих молекулярних пристроїв — нанороботів, «збирачів матерії», що займаються нанофабрикацією матеріальних макрооб'єктів.
У західній фантастиці одними з перших творів у жанрі нанопанку можна вважати романи Ніла Стівенсона «Діамантовий вік» (1995) та Пола Ді Філіппо «Рібофанк» (1996). Історично жанр прийшов на зміну кіберпанку, тому містить в собі ряд його сюжетних елементів — транснаціональні корпорації і секретні розробки в таємних лабораторіях; вуличні заворушення; карантинні служби; епідемії, пошуки вакцин.